# Carex capillaris
Carex capillaire, laîche capillaire
Espèce
Classification phylogénétique
Le Carex capillaire ou laîche capillaire (Carex capillaris) est une espèce de plantes du genre Carex et de la famille des Cyperaceae.

## Sous-espèces
- Carex capillaris Linnaeus subsp. capillaris - Carex capillaire[1]
- Carex capillaris subsp. fuscidula (V.I. Kreczetovicz ex T.V. Egorova) Á. Löve & D. Löve - carex à épis sombres[3]